# Zulfia Zabirova
Zulfia Zabirova, född den 19 december 1973 i Tasjkent i Uzbekistan, är en rysk tävlingscyklist som tog OS-guld i tempoloppet vid olympiska sommarspelen 1996 i Atlanta och vann världsmästerskapens tempolopp 2002.

## Biografi
Zulfia Zabirova flyttade till Ryssland från Uzbekistan 1993, två år efter Sovjetunionens upplösning.
Zabirova vann guldmedaljen i Damernas tempolopp i landsvägscykling vid olympiska sommarspelen 1996. Hon tog silvermedaljen i mästerskapen i tempolopp 1997 och 1998. Vid världsmästerskapen år 2002 tog hon guldmedaljen i tempolopp. 2003 och 2004 tog hon bronsmedaljen.
År 2005 blev hon medborgare i Kazakstan.

## Meriter
1996
1:a,  Olympiska sommarspelen 1996 - tempolopp
1:a  Ryssland Nationsmästerskapen - tempolopp
2:a  Ryssland Nationsmästerskapen - linjelopp
1:a GP Kanton Zurich
3:a Tour du Finistere
1997
3:a UCI poängrankning
2:a Världsmästerskapen - tempolopp
1:a, Etoile Vosgienne
1:a, Trois Jours de Vendee
1:a Chrono der Herbiers
2:a Chrono Champenois - Trophée Européen
2:a GP des Nations tempolopp
3:a, Women's Challenge
2:a Thrift Drug Classic
3:a, Grazia Tour
1998
8:a UCI poängrankning
2:a Världsmästerskapen - tempolopp
1:a, Världscup
1:a GP des Nations tempolopp
1:a Josef Voegeli Memorial
4:a, Thuringen Rundfahrt
1999
7:a UCI poängrankning
1:a, Schweiz runt Feminin
5:a, Giro d'Italia Femminile
1:a, etapp 4, Giro d'Italia Femminile
1:a, etapp 7, Giro d'Italia Femminile
1:a, etapp 9, Giro d'Italia Femminile
3:a, Women's Challenge
1:a, etapp 10, Women's Challenge
2000
1:a  Ryssland Nationsmästerskapen - tempolopp
1:a Schweiz runt Feminin
5:a, Grande Boucle Féminine
1:a, etapp 9, Grande Boucle Féminine
1:a, etapp 13, Grande Boucle Féminine
7:a, Olympiska sommarspelen 2000 - tempolopp
2002
10:a, UCI poängrankning
1:a, Världsmästerskapen - tempolopp
1:a, Thüringen-Rundfahrt
Etapp 3, Thüringen-Rundfahrt
1:a GP Carnevale d'Europa
1:a Chrono Champenois-Trophee Europeen
1, etapp 4, Giro della Toscana (cat. 1)
7:a, Giro d'Italia Femminile
9:a, GP Suisse
2003
9:a, UCI poängrankning
3:a, Världsmästerskapen - tempolopp
1:a, Primavera Rosa
1:a etapp 2, Vuelta Castilla y Leon
1:a etapp 3, Vuelta Castilla y Leon
1:a, Vuelta Castilla y Leon
3:a, Chrono Champenois - Trophée Européen
4:a, Trophee d'Or
2004
7:a, UCI poängrankning
3:a, Världsmästerskapen - tempolopp
1:a, Flandern runt
1:a, Primavera Rosa
1:a, Thüringen-Rundfahrt
1:a, etapp 5, Thüringen-Rundfahrt
8:a, Olympiska sommarspelen 2004 - tempolopp
2005
1:a  Kazakstan Nationsmästerskapen - tempolopp
1:a  Kazakstan Nationsmästerskapen - linjelopp
6:a, Världsmästerskapen - tempolopp
1:a, etapp 4, Giro d'Italia Donne
1:a, GP di San Marino
1:a, prolog, GP di San Marino
2006
1:a  Kazakstan Nationsmästerskapen - tempolopp
1:a  Kazakstan Nationsmästerskapen - linjelopp
1:a, Trophée d'Or Féminin
1:a, etapp 1, Trophée d'Or Féminin
2:a, Asiatiska spelen - linjelopp
2007
1:a  Kazakstan Nationsmästerskapen - tempolopp
1:a  Kazakstan Nationsmästerskapen - linjelopp
2:a, Flandern runt
2008
1;a, etapp 3, Tour de l'Aude Cycliste Féminin
1:a, etapp 7, Tour de l'Aude Cycliste Féminin (F), Castelnaudary (FRA)
1:a  Kazakstan Nationsmästerskapen - tempolopp
1:a  Kazakstan Nationsmästerskapen - linjelopp
2:a, etapp 5, Giro d'Italia Donne
9:a, Olympiska sommarspelen 2008 - tempolopp
10:a, Olympiska sommarspelen 2008 - linjelopp